# Borja de Riquer i Permanyer

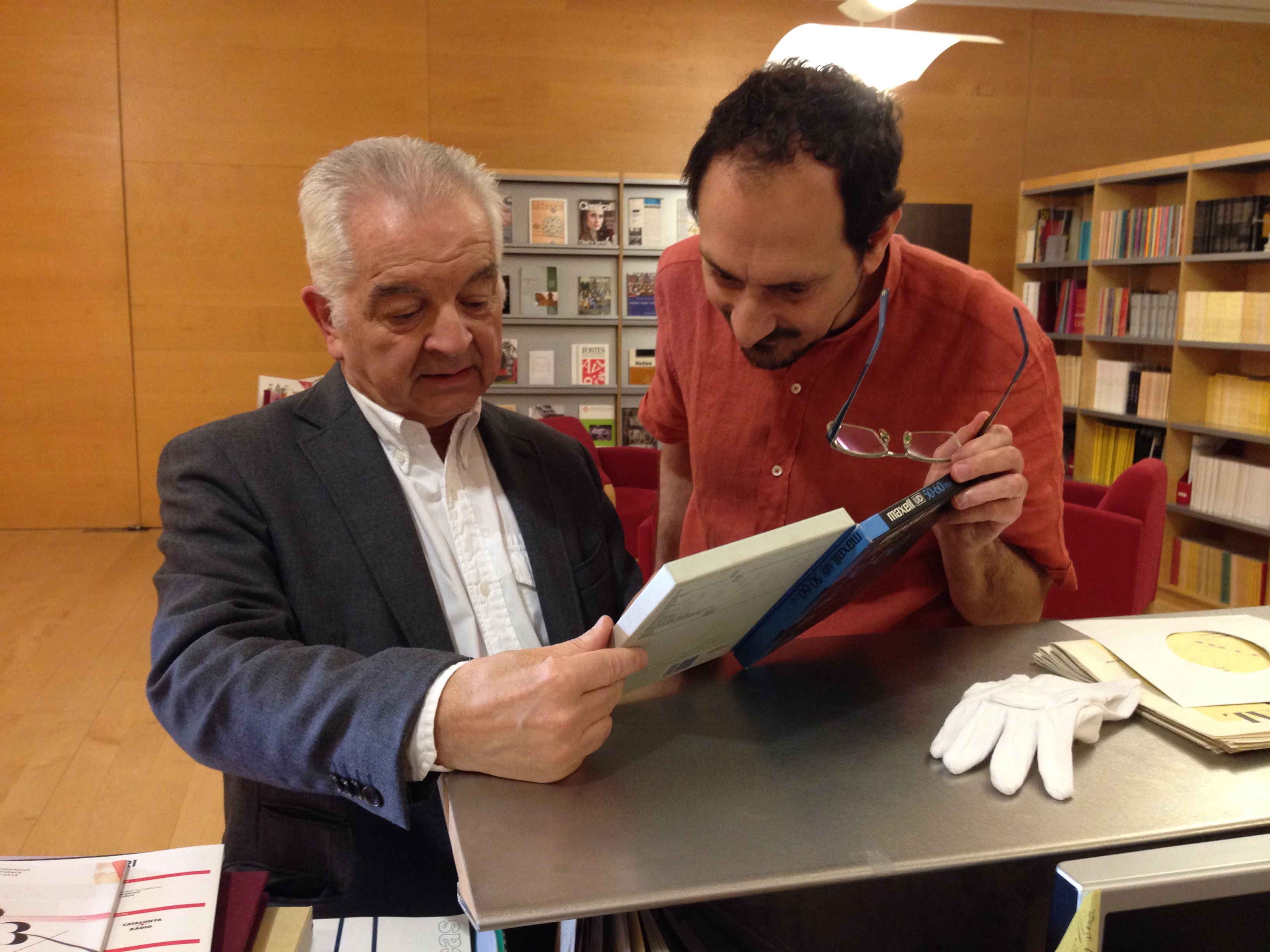
Borja de Riquer i Jaume Ayats, el 2014

Borja de Riquer i Permanyer (Barcelona, 1945) és un historiador català especialista en història espanyola i catalana dels segles XIX i XX. Fill del filòleg Martí de Riquer i Morera i de Maria Isabel Permanyer i Cintrón, de Riquer obtingué la llicenciatura a la Universitat de Barcelona l'any 1968. El 1969 va entrar a treballar com a professor a la Universitat Autònoma de Barcelona, on el 1988 guanyà la càtedra d'història contemporània. Durant la seva joventut va militar a Bandera Roja i el 2015 va signar un manifest de suport a Barcelona en Comú.
El Govern de la Generalitat de Catalunya li va concedir la Creu de Sant Jordi l'11 d'abril de 2017.
El novembre del 2018 fou elegit president de l'Acadèmia de Bones Lletres de Barcelona, substituint en el càrrec a Pere Molas i Ribalta que ho havia estat des de l'any 2006.

## Obra
Entre les seves obres sobre el catalanisme polític hi ha Lliga Regionalista, la burgesia catalana i el nacionalisme (1898-1904) (1977), que fou la seva tesi doctoral; El último Cambó, 1936-1946. La tentación autoritaria (1997); i "Escolta Espanya": la cuestión catalana en la época liberal (2001). També ha treballat la història de Catalunya (és l'autor dels volums VII, IX i X de la Història de Catalunya dirigida per Pierre Vilar) i el franquisme, amb La dictadura de Franco.
El 1992 presentà una ponència, Nacionalidades y regiones en la España Contemporánea. Reflexiones, problemas y líneas de investigación sobre los movimientos nacionalistas y regionalistas, en el Primer Congreso d'Historia Contemporánea d'España organitzat per l'Asociación de Historia Contemporánea, a Salamanca. En ella argumentava que el procés de construcció nacional a Espanya havia fracassat durant el segle xix. L'impacte de la ponència fou molt gran i polèmic i fou publicat a diversos països (el 1993, a Itàlia; el 1994 a França i Espanya). També va formar part de la comissió d'experts que va assessorar a la Generalitat de Catalunya per a aconseguir el retorn de la documentació de la Generalitat republicana i d'altres entitats i particulars catalanes que es trobava a l'Arxiu de la Guerra Civil Espanyola de Salamanca.
- Lliga Regionalista: la burgesia catalana i el nacionalisme (1898-1904) (1977);
- Les eleccions de Solidaritat Catalana a Barcelona (1972)
- El franquisme i la transició democràtica. 1939-1988 (1989), amb Joan B. Culla;
- Tres volums de la Història de Catalunya dirigida per Pierre Vilar: El franquisme i la transició democràtica (1939-1988) (volum VII, amb Joan B. Culla); La Catalunya autonòmica 1975-2003. Primera part (volum IX); y La Catalunya autonòmica 1975-2003. Segona part (volum X, amb Jordi Maluquer de Motes);
- Epistolari polític de Manuel Duran i Bas (corresponència entre 1866 i 1904) (1990);
- La historia en el 90 (1991);
- La sèrie Història. Política, Societat i Cultura dels Països Catalans (1995-99, de la que fou director);
- L'últim Cambó (1936-1947) (1996);
- Memòria de Catalunya: del retorn de Tarradellas al pacte Pujol-Aznar (1997, codirector amb Lluís Bassets i Joan B. Culla);
- Identitats contemporànies: Catalunya i Espanya (2000);
- "Escolta Espanya". La cuestión catalana en la época liberal (2001);
- Catalunya durant el franquisme. Diccionari (2006, que codirigir);
- Francesc Cambó. Entre la monarquía y la República (1930-32) (2007);
- La dictadura de Franco (2010, novè volum de la Historia de España dirigida per Josep Fontana i Ramón Villares);
- Reportajes de la Historia (2010, en col·laboració amb Martí de Riquer).[5]
- Alfonso XIII y Cambó. La monarquía y el catalanismo político (2013).
- Anar de debò. Els catalans i Espanya (2016)
- Història mundial de Catalunya (2018, director)
- Vides catalanes que han fet història (2020, director)[6]
- Francesc Cambó. L'últim retrat (2022, ISBN 978-84-297-8069-7)
- La memòria dels catalans (2025, ISBN 978-84-297-8245-5, director)